# 少女八家將
《少女八家將》，華視主頻與公視台語台電視劇，首部以女子八家將為主題的台灣電視劇。改編高雄市內門區女子八家將的故事，敘述女主角挑戰台灣民間信仰禁忌成立女子八家將，從不被認同到成為台灣之光，融合台灣八家將、宋江陣的文化傳承與創新。取景為振宗藝術團、實踐大學高雄校區，製作單位黎明傳播，製作人黎竹平，主演龍劭華、陳瓊美、林韋君、陳熙鋒、張勛傑、楊子儀、吳東諺、孫綻。2021年殺青，2024年1月17日播出 。

## 播出時間

### 首播
| 頻道       | 所在地 | 播出日期      | 播出時間                               |
| 華視主頻   | 臺灣   | 2024年1月17日 | 週一至週五 20:00 - 22:00（一次播兩集） |
| 公視台語台 | 臺灣   |               |                                        |

## 演员表
| 演員   | 角色       |
| 林韦君 | 张佳芬     |
| 龙劭华 | 张清云     |
| 杨子仪 | 李添成     |
| 张勋杰 | 刘汉文     |
| 吴东谚 | 刘明杰     |
| 王丁筑 | 舒成妤     |
| 林宜禾 | 徐钰婷     |
| 陈琼美 | 林真薇     |
| 许钧钧 | 邱淑萍     |
| 孙綻   | 高少青     |
| 陈熙峰 | 张志中     |
| 锦德   | 阿贤       |
| 林道远 | 阿万       |
| 高子羚 | 高少华     |
| 林映彤 | 何佩琪     |
| 欧昱彤 | 凌静安     |
| 汤依宸 | 邓咏依     |
| 谢咏君 | 钟雅欣     |
| 林函依 | 庄琬瑜     |
| 黄佳绫 | 丽香       |
| 李协谕 | 金发       |
| 李飞   | 会长       |
| 周婷婷 | 何佩琪母亲 |
| 林文钧 | 执事       |
| 黎大业 | 阿肥       |
| 王霆晏 | 竹竿       |
| 温吉兴 | 庙公       |
| 叶衣庭 | 福婶       |
| 谢振城 | 主持人     |
| 庄仓硕 | 教授       |
| 方英海 | 松哥       |
| 李全忠 | 主委       |

## 主題曲
| 曲序   | 曲名 | 作詞 | 作曲 | 演唱 |
| 片頭曲 |      |      |      |      |
| 片尾曲 |      |      |      |      |

## 收視率
| 週數     | 播映日期 | 集數 | 平均收視率 | 排名 | 備註 |
| 1        | 2024年   | 1－  |            |      |      |
| 平均收視 |          |      |            |      |      |

- 由AC尼爾森調查，調查範圍是四歲以上收看電視之觀眾。
- 資料來源：台灣-偶像劇場 （页面存档备份，存于）、凱絡媒體週報 （页面存档备份，存于）

## 事件
2021年8月25日，本劇演員廖錦德在臉書發文指控，本劇5月10日殺青，他至今拿不到酬勞，黎竹平卻「神隱」。林韋君經紀人說，之前都有如期收到酬勞，目前僅剩2集尾款未收到，「黎製作沒神隱，我們一直都聯絡得到」。楊子儀、張勛傑經紀人說，只剩尾款未收到。龍劭華被積欠4集酬勞尾款，但黎竹平曾打電話向他說明。華視發布聲明稿表示，由於得標廠商與合作廠商有商標權爭議，且無法釐清著作權歸屬，此劇根本無法播出；在兩造對相關爭議未取得共識、該劇製播未能排除法律疑慮情況下，華視無法支付後續補助款。陳瓊美接受《三立新聞網》電話訪問時說，黎竹平因發燒、肚痛就醫，檢查出是膽結石，但身體狀況不允許開刀，這一星期都躺在床上昏迷，絕對不是大家說的「神隱」；她試著想跟黎竹平講話，但黎竹平完全無法講話，她會知道消息都是透過黎竹平的兒子轉述。
2022年12月30日，民主進步黨立法委員林岱樺與振宗藝術團團長方宗寅舉辦記者會指控，黎竹平涉嫌偽造著作權授權同意書之簽名、爭奪振宗藝術團聲請的商標權；前華視節目部經理張朝晟並多次指導黎竹平，如何通過華視內部審查，以向中華民國文化部爭取補助款。方宗寅表示，2020年11月底，黎竹平在他不知情的情況下，騙人在著作權授權同意書上代簽他的名字，以本劇成功標得文化部招標專案；華視在2021年12月聲明與黎明傳播解除本劇拍攝合約，但劇名版權問題、演員薪酬、製作費等議題仍協商未果。文化部政務次長李靜慧表示，華視執行的本劇招標專案結案報告無法提出完整資料，包括沒有完整著作權或授權相關資料，文化部已經暫停撥付補助款。文化部表示，本劇拍攝過程中，黎明傳播與振宗藝術團發生商標權、著作權等爭議，文化部多次要求華視積極處理。華視總經理藍宜楨說，本劇是龍劭華的遺作，他希望能與振宗藝術團有圓滿的討論，讓本劇與觀眾見面。

## 外部連結
- 少女八家將的Facebook專頁
- 官方网站—華視
- 神將少女八家將》刻畫內門藝陣及辦桌 文化局送暖 （页面存档备份，存于） 噓！星聞.2021-04-24
- 耗時3個月搭景 神將少女八家將盼帶動地方文化創生 （页面存档备份，存于）中央社.2021-04-23

## 作品的變遷
| 臺灣 華視主頻 星期一~星期五 20:00 - 22:00                                   | 臺灣 華視主頻 星期一~星期五 20:00 - 22:00     | 臺灣 華視主頻 星期一~星期五 20:00 - 22:00 |
| --------------------------------------------------------------------------- | --------------------------------------------- | ----------------------------------------- |
|                                                                             | 少女八家將 （2024年1月17日－2024年1月23日）   |                                           |
| 阿叔 (2023年10月11日-2024年1月2日)神之鄉(重播) (2024年1月3日-2024年1月16日) | 牛車來去(重播) (2024年1月24日-2024年月3日6日) |                                           |